# Christoph Schönborn

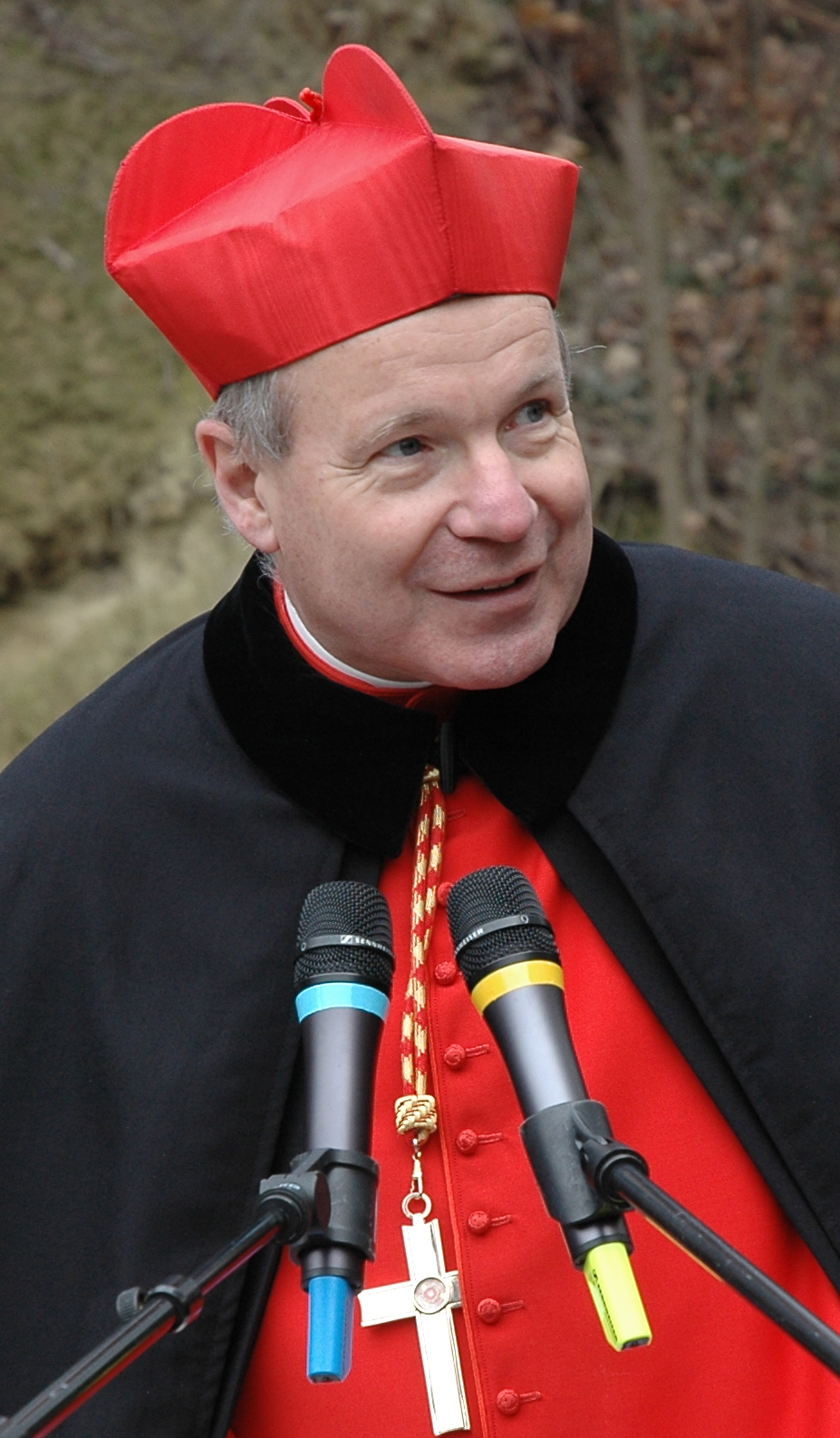
Christoph Schönborn bíboros 2007-ben

Christoph Maria Michael Hugo Damian Peter Adalbert Graf von Schönborn O.P. (Skalka Castle, 1945. január 22. –) osztrák Domonkos-rendi szerzetes, teológus, bíboros, bécsi érsek, az osztrák püspöki konferencia elnöke, az aranygyapjas rend osztrák ágának káplánja. A korábbi hercegi Schönborn-ház tagja. Németül, franciául, olaszul, angolul, spanyolul, csehül és latinul beszél.

## Pályafutása
Közép-Európa egyik vezető arisztokrata családjából származik, felmenői között a Savoya–Carignano- és a Hohenzollern-Hechingen-ház, valamint a Széchenyi és a Batthyány család tagjai is megtalálhatók.
A csehországi Vlastislav falu melletti Skalka várkastélyban született 1945. január 22-én gróf Maria Hugo Damian Adalbert Josef Hubertus von Schönborn és Eleonore Ottilie Hilda Maria von Doblhoff bárónő második fiaként. 1945 után a Beneš-kormány, majd az új sztálinista rezsim a német nyelvű lakosokat elüldözte Csehországból, ezért Christoph Schönborn kilenc hónapos korában a családja Ausztriába menekült.
1963-ban az érettségi után belépett a Domonkos-rendbe. Párizsban teológiát tanult, majd Bornheim-Walberbergben és Bécsben filozófiát és pszichológiát. További teológiai tanulmányait a Párizsi Katolikus Egyetemen és a Sorbonne-on végezte. Franz König bíboros 1970. december 27-én Bécsben pappá szentelte. 1975-től a svájci Fribourgi Egyetemen dogmatikaprofesszor. 1980-ban a Nemzetközi Teológiai Bizottság tagja lett, 1987-től 1992-ig a Katolikus Egyház Katekizmusának szerkesztőségi titkára volt.

### Püspöki pályafutása
1995. szeptember 14-én Bécs érsekévé nevezték ki. Az 1998. február 21-i konzisztóriumon II. János Pál pápa bíborossá kreálta. A pápa 2005-ös halála után felmerült a neve, mint lehetséges pápajelölt, de az akkori konklávé Joseph Ratzingert választotta meg.
A Szentszéken tagja a Hittani Kongregációnak, a Keleti Egyházak Kongregációjának, a Katolikus Nevelés Kongregációjának, a Kultúra Pápai Tanácsának és az Egyházi Kulturális Örökségvédelmi Pápai Bizottságnak. 2011. január 5-én az elsők között nevezték ki az újonnan létrehozott Új Evangelizáció Pápai Tanácsának tagjai közé.

## Magyarul
- Joseph Ratzinger–Christoph Schönborn: Bevezetés a katolikus egyház katekizmusába; ford. Viz László; Ecclesia, Bp., 1994
- Krisztus ikonja; ford. Szegedi Iván; Holnap, Bp., 1997
- Egység a hitben; ford. Horváth Károly; Paulus Hungarus–Kairosz, Bp.–Szentendre, 2000
- Isten elküldte fiát. Krisztológia; közrem. Michael Konrad, Hubert Philipp Weber, ford. Búzás József; Agapé, Szeged, 2008 (Katolikus teológiai kézikönyvek)

## Díjak
2012. november 15-én Orbán Viktor miniszterelnök A Magyar Érdemrend nagykeresztje kitüntetést adományozta Christoph Schönbornnak a közép-európai katolikus összefogás előmozdításáért, a Magyarország melletti határozott kiállásáért és Európa keresztény gyökereinek következetes védelméért.

## Fordítás
- Ez a szócikk részben vagy egészben  a   Christoph Schönborn című angol Wikipédia-szócikk ezen változatának fordításán alapul.  Az eredeti cikk szerkesztőit annak laptörténete sorolja fel. Ez a jelzés csupán a megfogalmazás eredetét és a szerzői jogokat jelzi, nem szolgál a cikkben szereplő információk forrásmegjelöléseként.